# 歌台

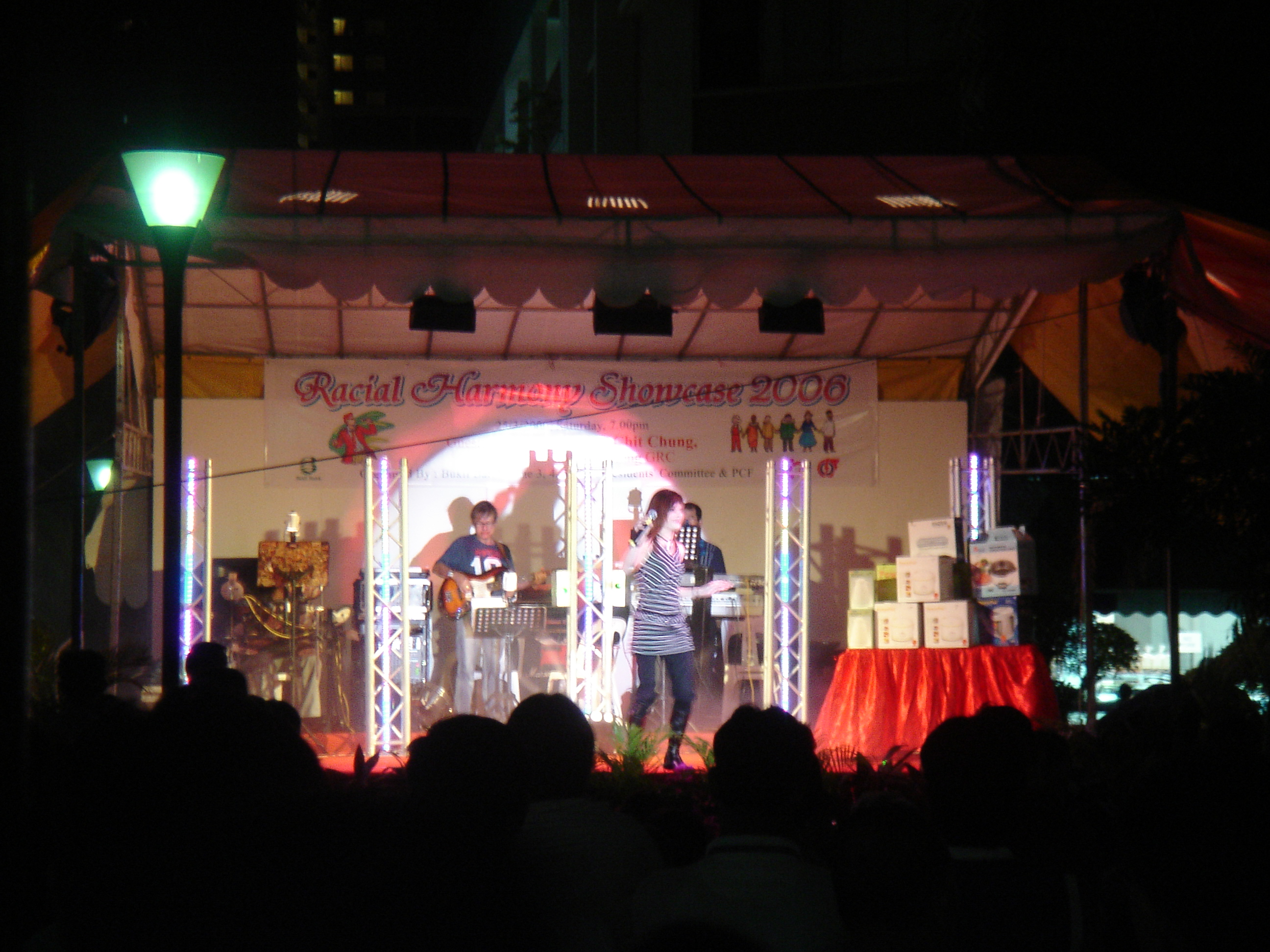
歌台の様子

歌台 (げたい、ピンイン表記 : Getai) は、シンガポールとマレーシアで中元節の期間中に広くおこなわれている、生のステージ・ショーである。中元節の厳粛なムードと対照的に、にぎやかな舞台が繰り広げられる。また、中秋節や春節など中国系住民の間のほかの祭りでもそれは恒例となっている。この舞台は、祖先の霊を慰めるためだけではなく、今を生きる人のための娯楽でもある。その舞台は、郊外の空き地、駐車場、住宅団地などに一時的に設けられる。かつては、戯曲や布袋戯が主な演目であったが、それらの伝統芸能は、こんにちのような歌謡ショーに取って代わられた。舞台衣装に着飾った歌手たちは、派手な照明に彩られ、福建語を主として、北京語や他の中国語の方言、英語などの歌を演じるほか、時には掛け合いを交えながら舞台は進行する。

## 参考
- en:Getai （英語）
- zh:中元節與盂蘭盆節#新加坡與馬來西亞 （中国語）